# جيمس ألين وارد
جيمس ألين وارد (بالإنجليزية: James Allen Ward)‏ هو عسكري نيوزيلندي، ولد في 14 يونيو 1919 في وانجانوي في نيوزيلندا، وتوفي في 15 سبتمبر 1941 في هامبورغ في ألمانيا.